# Supertaça Cândido de Oliveira 2025
La Supertaça Cândido de Oliveira 2025 è stata la 47ª edizione di tale competizione, la 23ª a finale unica. 
Si è disputata il 31 luglio 2025 allo Stadio Algarve tra lo Sporting Lisbona, vincitore della Primeira Liga 2024-2025 e della Taça de Portugal 2024-2025, e il Benfica, finalista della Taça de Portugal 2024-2025, vedendo trionfare il Benfica alla sua nona affermazione nel torneo.

## Le squadre
| Squadre          | Qualificazione                                                             | Partecipazioni precedenti (il grassetto indica la vittoria)                                                                       |
| ---------------- | -------------------------------------------------------------------------- | --- |
| Sporting Lisbona | Vincitore della Primeira Liga 2024-2025 e della Taça de Portugal 2024-2025 | 12 (1980, 1982, 1987, 1995, 2000, 2002, 2007, 2008, 2015, 2019, 2021, 2024)                                                       |
| Benfica          | Finalista della Taça de Portugal 2024-2025                                 | 21 (1981, 1983, 1984, 1985, 1986, 1987, 1989, 1991, 1993, 1994, 1996, 2004, 2005, 2010, 2014, 2015, 2016, 2017, 2019, 2020, 2023) |

## Tabellino
| Arbitro: | Fábio Veríssimo (Leiria) |

|  |           |                 |
|  | Marcatori | 50’ V. Pavlidis |